# 陳建剛
陳建剛（1979年3月—），山東汶上人，中國北京維權律師，曾代理辯護709大抓捕事件。因代理多起敏感案件遭受當局打壓，其与家人2019年移居美国。他在美利堅大學法學院擔任訪問學者，也擔任「新冠肺炎索賠法律顧問團」律師。
其表示，當局曾為阻止他到雲南旅遊，而將家人抓捕，兩名年幼兒子被警察用槍指著頭威脅；陳建剛因此想前往美國讓家人安全
。2019年獲得美國國務院的韓福瑞獎學金計畫，在北京登機時被當局攔下不准出境。对此，美國國務院發言人曾于同年4月呼籲北京當局对其放行。